# Väby
Väby är en by i Bräkne-Hoby socken i Ronneby kommun.
Väby bestod av 13 mantal, storskifte förrättades 1760 och laga skifte 1832. 
I slutet av 1800-talet tävlade Väby med Järnavik som omlastningshamn; särskilt för avlastning av kalk var hamnen i Väby billigare. Större fartyg kunde inte gå in i Väbys hamn utan fick ligga kvar i Bräkneåns mynning dit den fördes ut av mindre båtar. Ändra fram till 1940-talet gick Ölandsskutor upp Bräkneån och lossade kalk och gödning vid en stenbrygga i Väby.